# Iridopsis appetens
Iridopsis appetens là một loài bướm đêm trong họ Geometridae.